# Kanton Vaison-la-Romaine
Kanton Vaison-la-Romaine (fr. Canton de Vaison-la-Romaine) je francouzský kanton v departementu Vaucluse v regionu Provence-Alpes-Côte d'Azur. Tvoří ho 13 obcí.

## Obce kantonu
- Buisson
- Cairanne
- Crestet
- Faucon
- Puyméras
- Rasteau
- Roaix
- Saint-Marcellin-lès-Vaison
- Saint-Romain-en-Viennois
- Saint-Roman-de-Malegarde
- Séguret
- Vaison-la-Romaine
- Villedieu